# Villa Meta (Radebeul)
Die Villa Meta liegt im Stadtteil Niederlößnitz der sächsischen Stadt Radebeul, in der Karlstraße 9. Sie wurde um 1885 offenbar nach dem Entwurf von Baumeister Adolf Neumann errichtet.

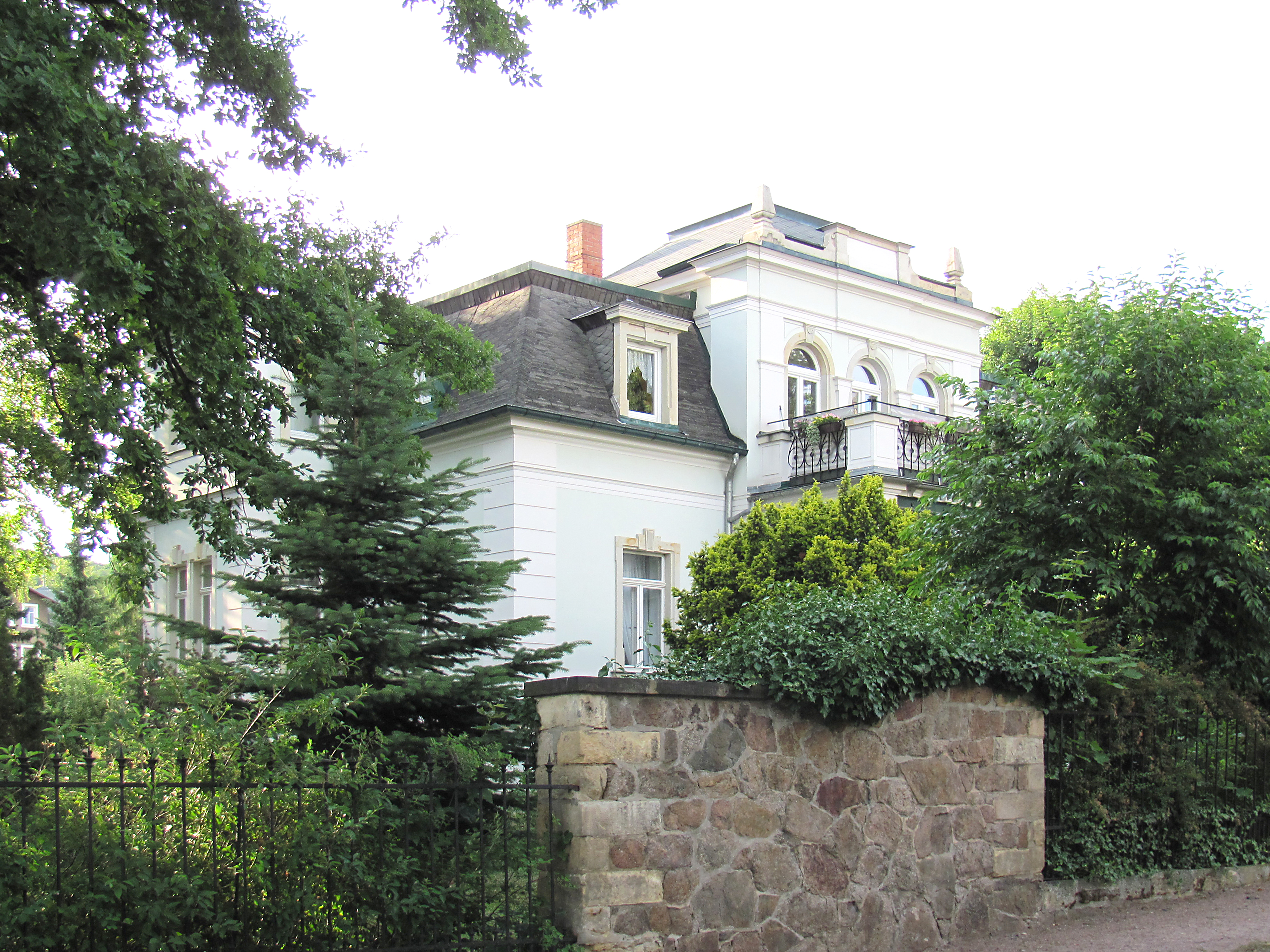
Villa Meta

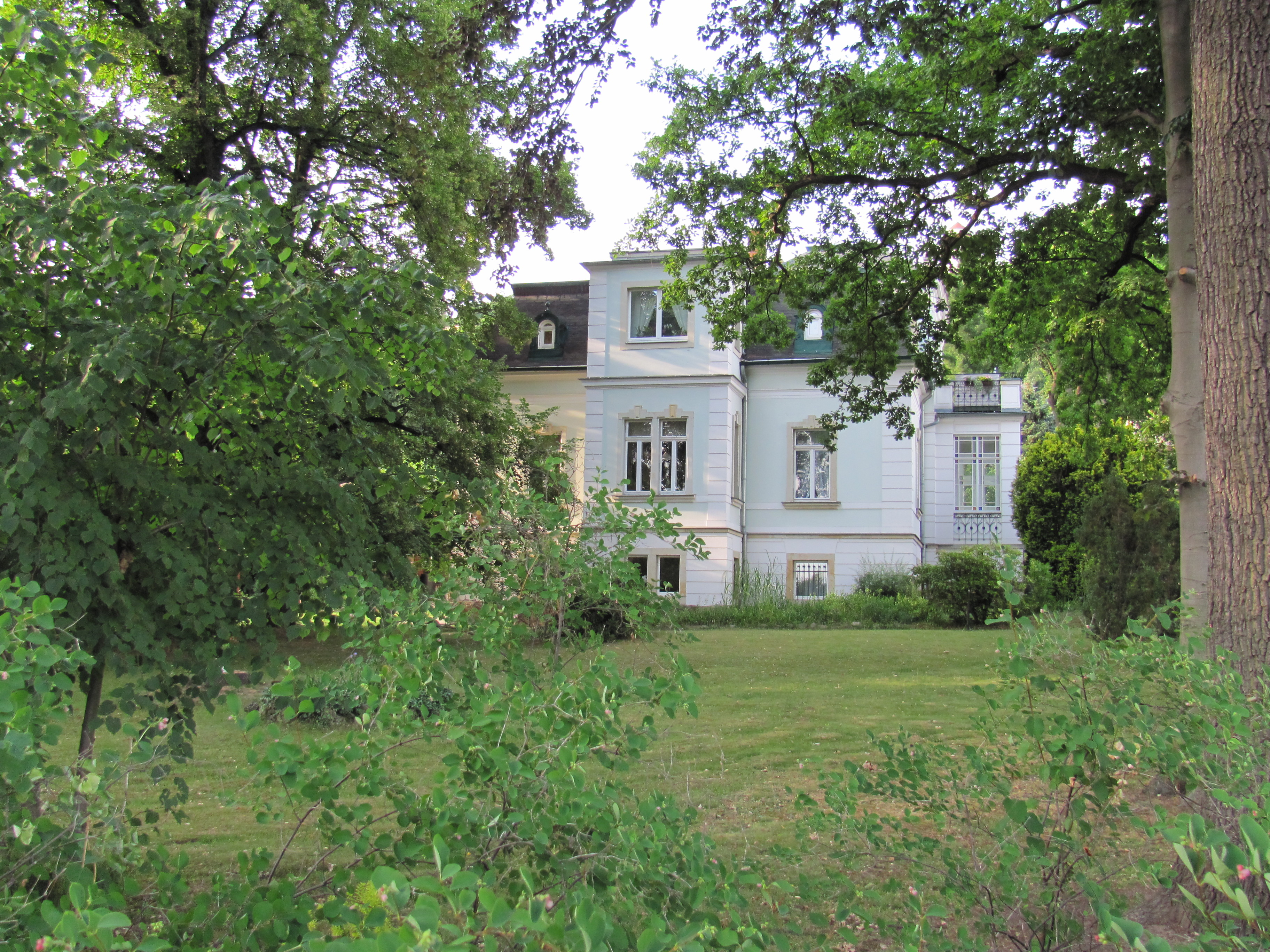
Villa Meta: Blick in den Garten

## Beschreibung
Die mit Villengarten und Einfriedung unter Denkmalschutz stehende Villa liegt am nördlichen Ende eines nach Süden ausgerichteten Eckgrundstücks zur Blumenstraße. Der dort liegende Parkgarten war wohl das als Hausnummer 7 der Karlstraße vorgesehene Grundstück, da diese hin zur Villa Viktoria (Karlstraße 5) fehlt.
Das eingeschossige Wohngebäude steht auf einem hohen Souterraingeschoss und hat ein ausgebautes, ehemals schiefergedecktes Plattformdach. In der symmetrischen, fünfachsigen Straßenansicht zur Karlstraße steht ein dreiachsiger und zweigeschossiger Mittelrisalit mit einer Attika, an den Ecken geschmückt durch kleine Obelisken. Im Risalit befinden sich im Gegensatz zu den sonst rechteckigen Fenstern Rundbogenfenster. Vor dem Risalit steht eine zur Straße hin offene Veranda; der vordere Träger des sich darauf befindlichen Austritts liegt seitlich auf Pfeilern und wird dazwischen durch zwei gusseiserne Stützen abgefangen.
In der linken Gartenansicht steht ein nachträglich auf zwei Etagen aufgestockter Anbau. Neben diesem wie auch dem Hauptrisalit befinden sich Dachgauben. In der rechten Nebenansicht findet sich der Eingangsvorbau.
Der glatt verputzte Bau wird durch Gesimse und durch Eckquaderungen gegliedert. Die Fenster werden durch Sandsteingewände mit Schlusssteinen eingefasst.
Die Einfriedung besteht aus Lanzettzaunfeldern zwischen Sandsteinpfeilern.
Der „Villengarten mit Gartenlaube und kleinem Teich sowie wertvollem Altgehölzbestand“ wurde nach 2012 zum Werk der Landschafts- und Gartengestaltung erklärt.